# Парусник амбракс
Парусник амбракс (лат. Papilio ambrax) — бабочка семейства парусников или кавалеров (лат. Papilionidae).

## Распространение
Встречается на некоторых островах Индонезии, в Новой Гвинее и северо-восточной части Австралии. Летает в низинах и в горных районах до высоты 1200 м над уровнем моря.

## Образ жизни
Бабочки питаются нектаром сахитаптеры. Самки окраской и повадками подражают паруснику полидору. Полёт их величавый и плавный. Однако если бабочку потревожить, то и самки, и самцы стремительно покидают опасное место.

## Размножение
Гусеницы развиваются на микромелуме, зантоксилуме и клаузене семейства рутовых. Встречаются также в цитрусовых садах.